# Alcohujate
Alcohujate é um município da Espanha, na província de Cuenca, comunidade autônoma de Castela-Mancha. Tem 27,29 km² de área e em 2021 tinha 29 habitantes (densidade: 1,1 hab./km²). Limita com os municípios de Cañaveruelas, Alcocer e Castejón.